# Черрі-Гілл-Молл (Нью-Джерсі)
Черрі-Гілл-Молл (англ. Cherry Hill Mall) — переписна місцевість (CDP) в США, в окрузі Кемден штату Нью-Джерсі. Населення — 14 805 осіб (2020).

## Географія
Черрі-Гілл-Молл розташоване за координатами 39°56′20″ пн. ш. 75°0′42″ зх. д. / 39.93889° пн. ш. 75.01167° зх. д. (39.938885, -75.011804).  За даними Бюро перепису населення США в 2010 році переписна місцевість мала площу 9,44 км², з яких 9,43 км² — суходіл та 0,01 км² — водойми.

## Демографія
Згідно з переписом 2010 року, у переписній місцевості мешкала 14 171 особа в 5563 домогосподарствах у складі 3749 родин. Густота населення становила 1501 особа/км².  Було 5941 помешкання (629/км²).
Расовий склад населення:
| - 74,2 % — білих - 12,9 % — азіатів - 7,7 % — чорних або афроамериканців - 0,2 % — корінних американців - 2,3 % — осіб інших рас |

До двох чи більше рас належало 2,8 %. Частка іспаномовних становила 7,2 % від усіх жителів.
За віковим діапазоном населення розподілялося таким чином: 21,7 % — особи молодші 18 років, 61,7 % — особи у віці 18—64 років, 16,6 % — особи у віці 65 років та старші. Медіана віку мешканця становила 41,1 року. На 100 осіб жіночої статі у переписній місцевості припадало 90,6 чоловіків;  на 100 жінок у віці від 18 років та старших — 87,2 чоловіків також старших 18 років.
Середній дохід на одне домашнє господарство  становив 100 965 доларів США (медіана — 86 250), а середній дохід на одну сім'ю — 120 081 долар (медіана — 98 876). Медіана доходів становила 52 688 доларів для чоловіків та 52 718 доларів для жінок. За межею бідності перебувало 6,7 % осіб, у тому числі 9,9 % дітей у віці до 18 років та 9,2 % осіб у віці 65 років та старших.
Цивільне працевлаштоване населення становило 7628 осіб. Основні галузі зайнятості: освіта, охорона здоров'я та соціальна допомога — 27,5 %, роздрібна торгівля — 13,5 %, науковці, спеціалісти, менеджери — 12,7 %.